# 12. јул
12. јул (12.7.) је 193. дан године по грегоријанском календару (194. у преступној години). До краја године има још 172 дана.

## Догађаји
- 1191 — Енглески краљ Ричард Лављег Срца заузео је у Трећем крсташком рату град Акру.
- 1543 — Енглески краљ Хенри VIII оженио се шести и последњи пут. Овог пута са Катарином Пар, удовицом лорда Латимера.
- 1690 — У бици на Бојну током Славне револуције, енглески краљ Вилијам III Орански победио је католичке снаге Џејмса II.
- 1806 — У Паризу је формирана Рајнска конфедерација у коју је ушло шеснаест немачких држава под протекторатом Наполеонове Француске. То је означило и крај Светог римског царства, које је укинуто 6. августа када се Франц одрекао царске немачке круне. Конфедерација се распала 1813. године након Наполеоновог пораза у Битке код Лајпцига.
- 1913 — Српска војска је у Другом балканском рату започела опсаду Видина.
- 1920 — Званично је отворен Панамски канал, шест година након што је кроз њега прошао први брод.
- 1941 —
  - На Петровданском сабору Цетињу је у Другом светском рату проглашена квислиншка суверена и независна Црна Гора под протекторатом фашистичке Италије.
  - Након напада Немачке на СССР у Другом светском рату, совјетска влада и Велика Британија потписале су у Москви споразум о узајамној помоћи и заједничкој борби против нацистичке Немачке.
- 1943 — У бици код Прохоровке у Другом светском рату, немачке и совјетске војске су се сукобиле у највећој тенковској бици свих времена.
- 1960 — Француска је признала независност колонија у Африци: Дахомеја, Нигера, Горње Волте, Обале Слоноваче, Чада, Централне Африке и Конга.
- 1979 — Гилбертова Острва у Тихом Океану су стекла независност у оквиру Британског комонвелта под називом Република Кирибати после 87 година британске колонијалне управе.
- 1993 — Земљотрес на северу Јапана активирао је клизишта и покренуо џиновске морске таласе (цунамије), у којима је око 200 људи изгубило живот.
- 1997 — Кубанска влада је, након лабораторијских испитивања, потврдила аутентичност посмртних остатака легендарног герилског вође Ернеста Че Геваре, пронађених у Боливији, где је убијен, а потом пребачен на Кубу, на основу споразума влада двеју земаља.
- 1998 — Француска је победом над Бразилом у Паризу у финалу светског фудбалског првенства, први пут постала првак света у фудбалу.
- 2001 —
  - САД су објавиле црну листу земаља које нису започеле борбу против трговине људима. На том списку налазе се 23 земље, укључујући Израел, Грчку и Саудијску Арабију.
  - Бивши бугарски цар Симеон II прихватио је кандидатуру за премијера те земље. На ту дужност је званично изабран у парламенту 24. јула.
- 2002 — У Београду је започела рад Комисија за израду Уставне повеље будуће државне заједнице Србије и Црне Горе.
- 2003 — Савет безбедности УН продужио је мандат међународним мировним снагама у Босни и Херцеговини (СФОР) за годину дана и затражио да сви оптужени за ратне злочине буду приведени правди. Снаге Сфора размештене су у Босни и Херцеговини у јануару 1996.
- 2006 — Акцијама Хезболаха започео је Либански рат против Израела.

## Рођења
- 100. п. н. е. — Јулије Цезар, римски политичар и генерал († 44. п. н. е.)
- 1828 — Мина Караџић, српска сликарка и књижевница, кћерка Вука Стефановића Караџића. (прем. 1894)
- 1872 — Емил Хаха, чехословачки политичар, 3. председник Чехословачке. (прем. 1945)
- 1884 — Амедео Модиљани, италијански сликар и вајар. (прем. 1920)
- 1886 — Џин Хершолт, данско-амерички глумац. (прем. 1956)
- 1895 — Бакминстер Фулер, амерички архитекта, дизајнер, филозоф, проналазач и писац. (прем. 1983)
- 1904 — Пабло Неруда, чилеански књижевник и дипломата, добитник Нобелове награде за књижевност (1971). (прем. 1973)
- 1912 — Петар Стамболић, учесник Народноослободилачке борбе, друштвено-политички радник СФРЈ и СР Србије, јунак социјалистичког рада и народни херој Југославије. (прем. 2007)
- 1913 — Вилис Лем, амерички физичар, добитник Нобелове награде за физику (1955). (прем. 2008)
- 1933 — Олга Познатов, српска глумица. (прем. 1996)
- 1937 — Лионел Жоспен, француски политичар, премијер Француске (1997—2002).
- 1937 — Бил Козби, амерички глумац, комичар, писац и продуцент.
- 1948 — Душан Ковачевић, српски драматург, сценариста и редитељ.
- 1949 — Петар Пеца Поповић, српски новинар, публициста, музички критичар и уредник новина.
- 1959 — Чарли Марфи, амерички глумац и комичар. (прем. 2017)
- 1967 — Џон Петручи, амерички музичар, најпознатији као суоснивач и гитариста групе .
- 1968 — Игор Маројевић, српски књижевник.
- 1972 — Тибор Бенедек, мађарски ватерполиста и ватерполо тренер. (прем. 2020)
- 1972 — Ненад Јездић, српски глумац.
- 1973 — Кристијан Вијери, италијански фудбалер.
- 1974 — Шерон ден Адел, холандска музичарка, најпознатија као певачица групе .
- 1974 — Стелиос Јанакопулос, грчки фудбалер и фудбалски тренер.
- 1976 — Ана Фрил, енглеска глумица.
- 1978 — Тофер Грејс, амерички глумац.
- 1978 — Мелани де Бјазио, белгијска музичарка.
- 1978 — Мишел Родригез, америчка глумица.
- 1981 — Бојана Новаковић, српско-аустралијска глумица.
- 1981 — Растко Стојковић, српски рукометаш.
- 1982 — Антонио Касано, италијански фудбалер.
- 1988 — Патрик Беверли, амерички кошаркаш.
- 1990 — Дру Гордон, амерички кошаркаш. (прем. 2024)
- 1991 — Пабло Карењо Буста, шпански тенисер.
- 1991 — Хамес Родригез, колумбијски фудбалер.
- 1995 — Јохио, шведски музичар.
- 1995 — Лук Шо, енглески фудбалер.
- 1997 — Малала Јусуфзаи, пакистанска активисткиња, добитница Нобелове награде за мир (2014).[1]
- 1999 — Никола Мијатовић, српски глумац.
- 2000 — Винисијус Жуниор, бразилски фудбалер.
- 2002 — Нико Вилијамс, шпански фудбалер.

## Смрти
- 1536 — Еразмо Ротердамски, холандски хуманиста, филозоф и филолог. (рођ. 1466).
- 1682 — Жан Пикар, француски астроном. (рођ. 1620).
- 1804 — Александар Хамилтон, амерички економиста и политички теоретичар, први министар финансија САД (1789—95). (рођ. 1757).
- 1814 — Вилијам Хау, британски генерал. (рођ. 1729).
- 1910 — Чарлс Стјуарт Ролс, енглески произвођач аутомобила и пилот, један од твораца бренда Ролс-Ројс. (рођ. 1877).
- 1935 — Алфред Драјфус, француски официр. (рођ. 1859).
- 1945 — Волфрам фон Рихтхофен, Генерал-фелдмаршал немачког Луфтвафеа. (рођ. 1895).
- 1984 — Марко Ристић, српски писац и дипломата. (рођ. 1902).
- 2000 — Принц Томислав Карађорђевић, син краља Александра I и брат Петра II. (рођ. 1928).
- 2016 — Горан Хаџић, председник Републике Српске Крајине. (рођ. 1958).

## Празници и дани сећања
- Српска православна црква слави:
  - Светог апостола Петра
  - Светог апостола Павла